# Residência na Terra
Residência na terra (título original: Residência en la tierra) é um livro do poeta chileno Pablo Neruda, escrito entre 1925 e 1931 e publicado originalmente em 1933 em Madri. Trata-se de uma coletânea de poemas em que o autor se afasta da simplicidade de sua obra anterior (especialmente os bem-sucedidos Vinte poemas de amor e uma canção desesperada) e mergulha em técnicas surrealistas, dando origem a uma linguagem hermética e metafísica.